# Euchalcia orophasma
Euchalcia orophasma là một loài bướm đêm trong họ Noctuidae.